# Jean-Pierre Gibrat

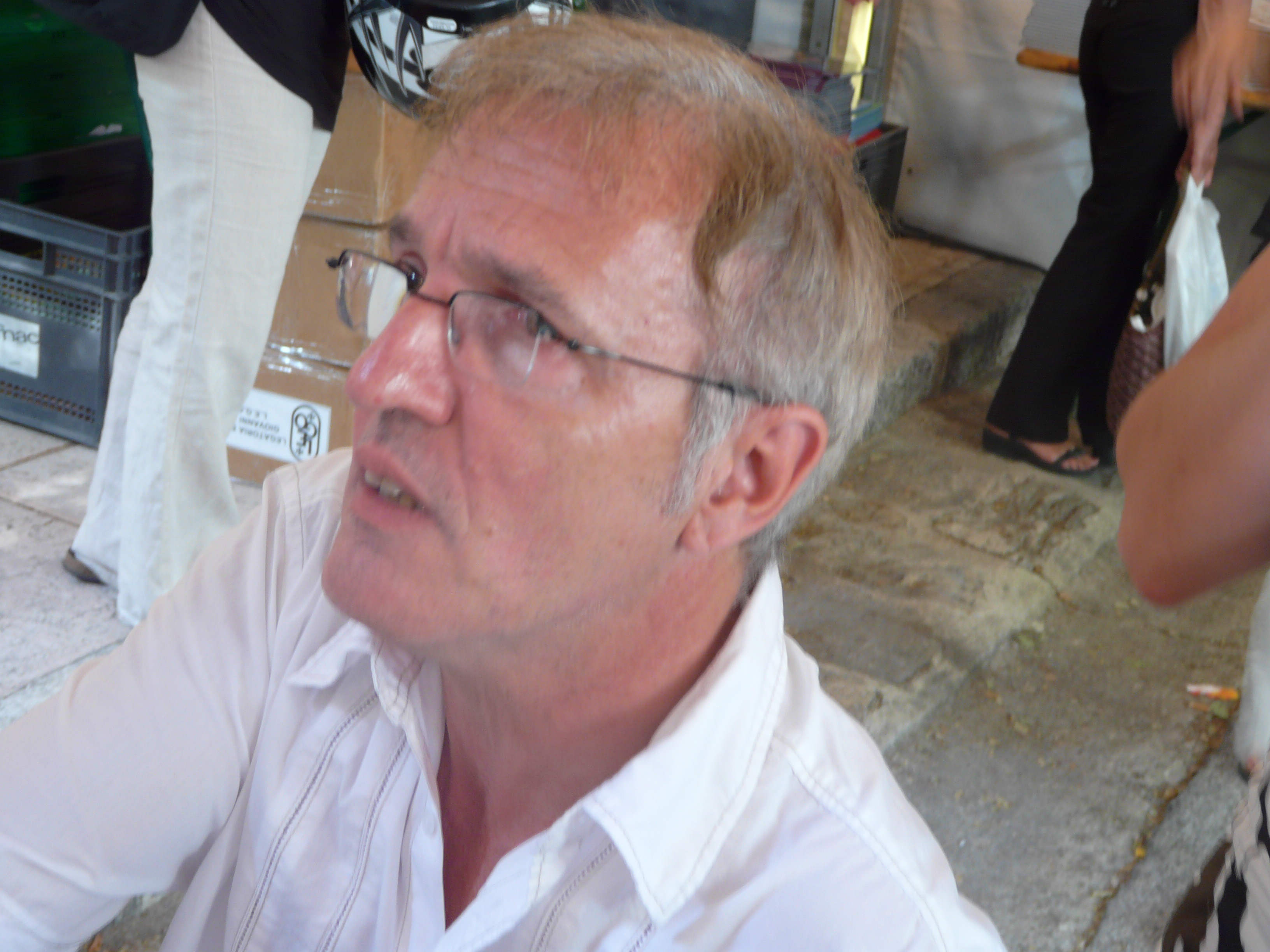
Jean-Pierre Gibrat

Jean-Pierre Gibrat (* 14. April 1954 in Paris) ist ein französischer Comiczeichner und -autor.
Jean-Pierre Gibrat studierte zunächst Kunst und Philosophie, bevor er sich in der zweiten Hälfte der 1970er Jahre dem Zeichnen von Comics zuwand. Seine ersten vollständigen Geschichten wurden in der französischen Zeitschrift Pilote veröffentlicht. Zusammen mit Jackie Berroyer übernahm er 1978 Le petit Goudard, eine Serie, die er noch im selben Jahr in Charlie Mensuel und 1980 in Fluide Glacial fortsetzte. In dieser Zeit wurden einige seiner Arbeiten auch in der Presse veröffentlicht: L'Événement du jeudi, le Nouvel Obs, Sciences et Avenir, und er arbeitete auch für Okapi und Je bouquine. Ende 1982 zeichnete er La Parisienne in Pilote, wiederum nach einem Szenario von Berroyer. 1985 zeichnete Gibrat auf der Grundlage von Savals Texten in Télé Poche l'Empire sous la mer, ein Abenteuer mit der Hundefigur Zaza, die von Dany Saval und Michel Drucker geschaffen wurde.
Im Oktober 1997 erschien die Graphic Novel Le sursis, gefolgt von Band 2 im September 1999, Le vol du Corbeau im Jahr 2002 und dessen zweitem Band im Jahr 2005; alle wurden von Dupuis veröffentlicht.

## Werke (Auswahl)
- Pinocchia (Text: Francis Leroi), Carlsen, ISBN 3-551-72900-X
- Der Aufschub
  - Band 1: 1998, Salleck, ISBN 3-89908-004-1
  - Band 2: 1999, Salleck, ISBN 3-89908-005-X
- Verwandlungen (Text: Daniel Pecqueur), Carlsen ISBN 3-551-72497-0
- Von Dieben und Denunzianten
  - Band 1: 2002, Salleck, ISBN 3-89908-098-X
  - Band 2: 2005, Salleck, ISBN 3-89908-099-8
- Jeanne und Cécile, Salleck, ISBN 978-3-89908-415-3
- Mattéo
  - Erster Teil: 1914–1915, 2009, ISBN 978-3-89908-326-2.
  - Zweiter Teil: 1917–1918, 2011, ISBN 978-3-89908-373-6.
  - Dritter Teil: August 1936, 2014, ISBN 978-3-89908-551-8.
  - Vierter Teil: August–September 1936, 2018, ISBN 978-3-89908-664-5.
  - Fünfter Teil: September 1936 – Januar 1939, 2020, ISBN 978-3-89908-749-9.
  - Sechster Teil: 2. September 1939 – 3. Juni 1940, 2022, ISBN 978-3-89908-793-2.

Band 1 von Gibrats zweibändigem Comic-Roman Der Aufschub (fr.: Le Sursis) wurde auf dem Festival International de la Bande Dessinée d’Angoulême 1998 als bestes Album nominiert. Darüber hinaus wurde der Roman im Jahr 2000 als beste deutschsprachige Comic-Publikationen (Import) für den Max-und-Moritz-Preis nominiert. Der Aufschub war Gibrats erster Comic, zu dem er auch das Szenario schrieb.